# 나는 SOLO
나는 SOLO는 ENA와 SBS 플러스가 공동으로 제작한 예능 프로그램으로, 결혼을 안한 커플들이 결혼을 기약하려는 것을 목적으로 제작하는 예능 프로그램이다. 그리고 스핀오프 버전으로는 나는 SOLO, 그 후 사랑은 계속된다가 있다.

## 기획 의도
결혼을 간절히 원하는 솔로 남녀들이 모여 사랑을 찾기 위해 고군분투하는 극사실주의 데이팅 프로그램.

## 방송 시간 및 채널 편성
- ENA, SBS 플러스 공통으로 매주 수요일 밤 10시 30분에 본방 편성
- 기타 추가 채널 : ENA 플레이, SBS funE[1]

## 출연진

### 현재 출연진
- 데프콘 (1기 ~ )
- 송해나 (3기 ~ )
- 이이경 (1기 ~ )

### 이전 출연진
- 전효성 (1기 ~ 2기)

## 에피소드 목록
- 1기 : 1 ~ 7회 (2021년 7월 14일 ~ 2021년 8월 25일, 강원 동해시)
- 2기 : 8 ~ 13회 (2021년 9월 1일 ~ 2021년 9월 29일, 경남 거제시)
- 3기 : 14 ~ 18회 (2021년 10월 6일 ~ 2021년 11월 10일, 인천 강화도)
- 4기 : 19 ~ 24회 (2021년 11월 17일 ~ 2021년 12월 22일, 충남 태안군)
- 5기 : 25 ~ 30회 (2021년 12월 29일 ~ 2022년 2월 2일, 경기 안산시)
- 6기 : 31 ~ 38회 (2022년 2월 9일 ~ 2022년 3월 30일, 경기 가평군)
- 7기 : 39 ~ 44회 (2022년 4월 6일 ~ 2022년 5월 11일, 충북 제천시)
- 8기 : 45 ~ 50회 (2022년 5월 18일 ~ 2022년 6월 22일, 충남 태안군)
- 9기 : 51 ~ 58회 (2022년 6월 29일 ~ 2022년 8월 17일, 전북 무주군)
- 10기 : 59 ~ 68회 (2022년 8월 24일 ~ 2022년 10월 26일, 경북 경주시)
- 11기 : 69 ~ 75회 (2022년 11월 2일 ~ 2022년 12월 14일, 경기 동두천시)
- 12기 : 76회 ~ 83회 (2022년 12월 21일 ~ 2023년 2월 8일, 경기 여주시)
- 13기 : 84회 ~ 91회 (2023년 2월 15일 ~ 2023년 4월 5일, 충북 청주시)
- 14기 : 92회 ~ 99회 (2023년 4월 12일 ~ 2023년 5월 31일, 강원 평창군)
- 15기 : 101회 ~ 106회 (2023년 6월 7일 ~ 2023년 7월 19일, 제주특별자치도)
- 16기 : 107회 ~ 117회 (2023년 7월 26일~ 2023년 10월 4일, 경상북도 안동시)
- 17기 : 118회 ~ 126회 (2023년 10월 11일 ~ 2023년 12월 6일, 경상남도 거창군)
- 18기 : 127회 ~ 135회 (2023년 12월 13일 ~ 2024년 2월 7일, 경상북도 영덕군)
- 19기 : 136회 ~ 145회 (2023년 2월 14일 ~ 2024년 4월 17일, 경상북도 상주시)
- 20기 : 146회 ~ 154회 (2024년 4월 24일 ~ 2024년 6월 19일, 경상북도 구미시)
- 21기 : 155회 ~ 161회 (2024년 6월 26일 ~ 2024년 8월 7일, 경상북도 울진군)
- 22기 : 162회 ~ 172회 (2024년 8월 14일 ~ 2024년 10월 23일, 경상남도 통영시)
- 23기 : 173회 ~ 180회 (2024년 10월 30일 ~ 2024년 12월 18일, 경상북도 김천시)
- 24기 : 181회 ~ 190회 (2024년 12월 25일 ~ 2025년 2월 26일, 전북특별자치도 진안군)
- 25기 : 191회 ~ 198회 (2025년 3월 5일 ~ 2025년 4월 23일, 경상남도 김해시)
- 26기 : 199회 ~ 207회 (2025년 4월 30일 ~ 2025년 6월 25일, 경기도 가평군)
- 27기 : 208회 ~ 현재 (2025년 7월 2일 ~ , 전북특별자치도 정읍시)

## 기수 목록
가명과 생년을 작성한다.

### 1기
남자 출연진
- 영수 1982년생, 영호 1984년생, 영식 1989년생, 영철 1988년생, 정수 1989년생, 종수 1990년생, 정식 1993년생

여자 출연진
- 순자 1993년생, 영자 1994년생, 정순 1992년생, 정숙 1994년생, 영숙 1994년생, 영순 1993년생, 정자 1996년생

### 2기
남자 출연진
- 영수 1985년생, 영호 1986년생, 영식 1988년생, 영철 1991년생, 정수 1991년생

여자 출연진
- 순자 1993년생, 영자 1991년생, 정순 1989년생, 정숙 1989년생, 영숙 1992년생

### 3기
남자 출연진
- 영수 1981년생, 영호 1987년생, 영식 1989년생, 영철 1990년생, 정수 1983년생, 종수 1990년생, 정식 1989년생

여자 출연진
- 순자 1989년생, 영자 1989년생, 정순 1989년생, 정숙 1994년생, 영숙 1988년생, 정자 1993년생

### 4기
남자 출연진
- 영수 1982년생, 영호 1991년생, 영식 1988년생, 영철 1979년생, 정수 1989년생, 정식 1992년생

여자 출연진
- 순자 1994년생, 영자 1985년생, 정순 1990년생, 정숙 1996년생, 영숙 1988년생, 정자 1994년생

### 5기
남자 출연진
- 영수 1978년생, 영호 1985년생, 영식 1987년생, 영철 1989년생, 정수 1990년생, 정식 1988년생

여자 출연진
- 순자 1988년생, 영자 1987년생, 정순 1993년생, 정숙 1993년생, 영숙 1993년생, 정자 1991년생

### 6기
남자 출연진
- 영수 1987년생, 영호 1992년생, 영식 1987년생, 영철 1989년생, 광수 1987년생, 상철 1990년생

여자 출연진
- 영숙 1992년생, 정숙 1989년생, 순자 1991년생, 영자 1993년생, 옥순 1995년생, 현숙 1989년생

### 7기
남자 출연진
- 영수 1976년생, 영호 1980년생, 영식 1980년생, 영철 1982년생, 광수 1980년생, 상철 1976년생, 경수 1982년생

여자 출연진
- 영숙 1981년생, 정숙[3] 1983년생, 순자 1982년생, 영자 1980년생, 옥순 1984년생

### 8기
남자 출연진
- 영수 1986년생, 영호 1985년생, 영식 1990년생, 영철 1989년생, 광수 1990년생, 상철 1988년생

여자 출연진
- 영숙 1989년생, 정숙 1992년생, 순자 1990년생, 영자 1990년생, 옥순 1993년생, 현숙 1988년생

### 9기
남자 출연진
- 영수 1981년생, 영호 1994년생, 영식 1989년생, 영철 1986년생, 광수 1985년생, 상철 1987년생

여자 출연진
- 영숙 1994년생, 정숙 1987년생, 순자 1997년생, 영자 1993년생, 옥순 1986년생, 현숙 1992년생

### 10기
남자 출연진
- 영수 1977년생, 영호 1985년생, 영철 1987년생, 영식 1986년생, 광수 1982년생, 상철 1977년생

여자 출연진
- 옥순 1989년생, 현숙 1991년생, 영숙 1983년생, 정숙 1978년생, 순자 1983년생, 영자 1991년생

### 11기
남자 출연진
- 영수 1986년생, 영호 1989년생, 영식 1985년생, 영철 1988년생, 광수 1984년생, 상철 1990년생

여자 출연진
- 영숙 1988년생, 정숙 1986년생, 영자 1990년생, 순자 1995년생, 옥순 1986년생, 현숙 1988년생

### 12기
남자 출연진
- 영수 1985년생, 영호 1993년생, 영식 1992년생, 영철 1985년생[4], 광수 1990년생, 상철 1987년생

여자 출연진
- 영숙 1993년생, 정숙 1988년생, 영자 1991년생, 순자 1994년생, 옥순 1994년생, 현숙 1991년생

### 13기
남자 출연진
- 영수 1981년생, 영호 1981년생, 영식 1983년생, 영철 1984년생, 광수 1982년생, 상철 ?년생

여자 출연진
- 영숙 1990년생, 정숙 1991년생, 영자 1990년생, 순자 1988년생, 옥순 1990년생, 현숙 1994년생

### 14기
남자 출연진
- 영수 1985년생, 영호 1986년생, 영식 1987년생, 영철 1993년생, 광수 1989년생, 상철1984년생,경수 1981년생

여자 출연진
- 영숙 1981년생, 정숙 1980년생, 영자 1984년생, 순자 1984년생, 옥순 1987년생, 현숙 1983년생

### 15기
남자 출연진
- 영수, 영호, 영식, 영철, 광수, 상철

여자 출연진
- 영숙, 정숙, 순자, 영자, 옥순, 현숙

### 16기
남자 출연진
- 영수, 영호, 영식, 영철, 광수, 상철

여자 출연진
- 영숙, 정숙, 순자, 영자, 옥순, 현숙

### 17기
남자 출연진
- 영수, 영호, 영식, 영철, 광수, 상철

여자 출연진
- 영숙, 정숙, 순자, 영자, 옥순, 현숙

### 18기
남자 출연진
- 영수, 영호, 영식, 영철, 광수, 상철

여자 출연진
- 영숙, 정숙, 순자, 영자, 옥순, 현숙

### 19기
남자 출연진
- 상철, 영식, 영철, 광수, 영수, 영호

여자 출연진
- 옥순, 현숙, 영숙, 정숙, 순자, 영자

### 20기
남자 출연진
- 상철, 영식, 영철, 광수, 영수, 영호

여자 출연진
- 옥순, 현숙, 영숙, 정숙, 순자, 영자

### 21기
남자 출연진
- 광수, 상철, 영수, 영식, 영철, 영호

여자 출연진
- 순자, 영숙, 영자, 옥순, 정숙, 현숙

### 22기
남자 출연진
- 영수, 영호, 영식, 영철, 광수, 상철, 경수

여자 출연진
- 영숙, 정숙, 영자, 순자, 옥순, 현숙, 정희

### 23기
남자 출연진
- 영수, 영호, 영식, 영철, 광수, 상철

여자 출연진
- 영숙, 영자, 순자, 옥순, 현숙, 정숙[5]

### 24기
남자 출연진
- 영수, 영호, 영식, 영철, 광수, 상철

여자 출연진
- 영숙, 영자, 순자, 정숙, 옥순, 현숙

### 25기
남자 출연진
- 영수, 영호, 영식, 영철[5], 광수, 상철

여자 출연진
- 영숙, 영자, 순자, 미경, 옥순, 현숙

### 26기
남자 출연진
- 영수, 영호, 영식, 영철, 광수, 상철, 경수

여자 출연진
- 영숙, 영자, 순자, 정숙, 옥순, 현숙

### 27기
남자 출연진
- 영수, 영호, 영식, 영철, 광수, 상철

여자 출연진
- 영숙, 영자, 순자, 정숙, 옥순, 현숙

## 수상 목록
- 2024년 대한민국 퍼스트브랜드 대상 연애예능프로그램 부문 수상

## 참고 사항
- 나는 SOLO 그 후, 사랑은 계속된다(나솔사계)라는 스핀오프 프로그램이 있다. 하지만 그 프로그램은 목요일 밤 10시 30분에 방송되었다.
- 2022년 10월에서 11월 사이에 있었던 이태원 참사 여파가 발생할 때에는 결방 없이 정상적으로 자체 방송하였다.
- 6기인 영철-영숙 부부 1호가 득녀하였다.

## 같이 보기
관련 주제
- 솔로
- 빛 나는 SOLO

방송 프로그램
- 추적 60분 - 종영
- 시사멘터리 추적 - 종영
- 9층 시사국
- 시사기획 창
- 시사매거진 2580 - 종영
- 탐사기획 스트레이트
- 스페셜 탐사 스포트라이트
- 진실을 검색하다, 써치 - 종영
- 스토리 추적 M
- 탐사보도 세븐
- 세계는 그리고 우리는, 주말 와이드 성경섭입니다, 좋은 주말, 아침 & 뉴스 류수민입니다 (MBC 표준FM)